# Montagne (Isère)
Montagne település Franciaországban, Isère megyében. Lakosainak száma 273 fő (2022. január 1.). Montagne Saint-Lattier, Montmiral, Parnans, Saint-Bonnet-de-Chavagne és Saint Antoine l’Abbaye községekkel határos.

## Népesség
A település népességének változása:
| Lakosok száma | 221  | 204  | 223  | 258  | 265  | 265  | 266  | 269  | 272  | 273  |
|               | 1968 | 1982 | 1990 | 2006 | 2013 | 2015 | 2017 | 2019 | 2020 | 2022 |